# Lauterbach (Badenia-Wirtembergia)

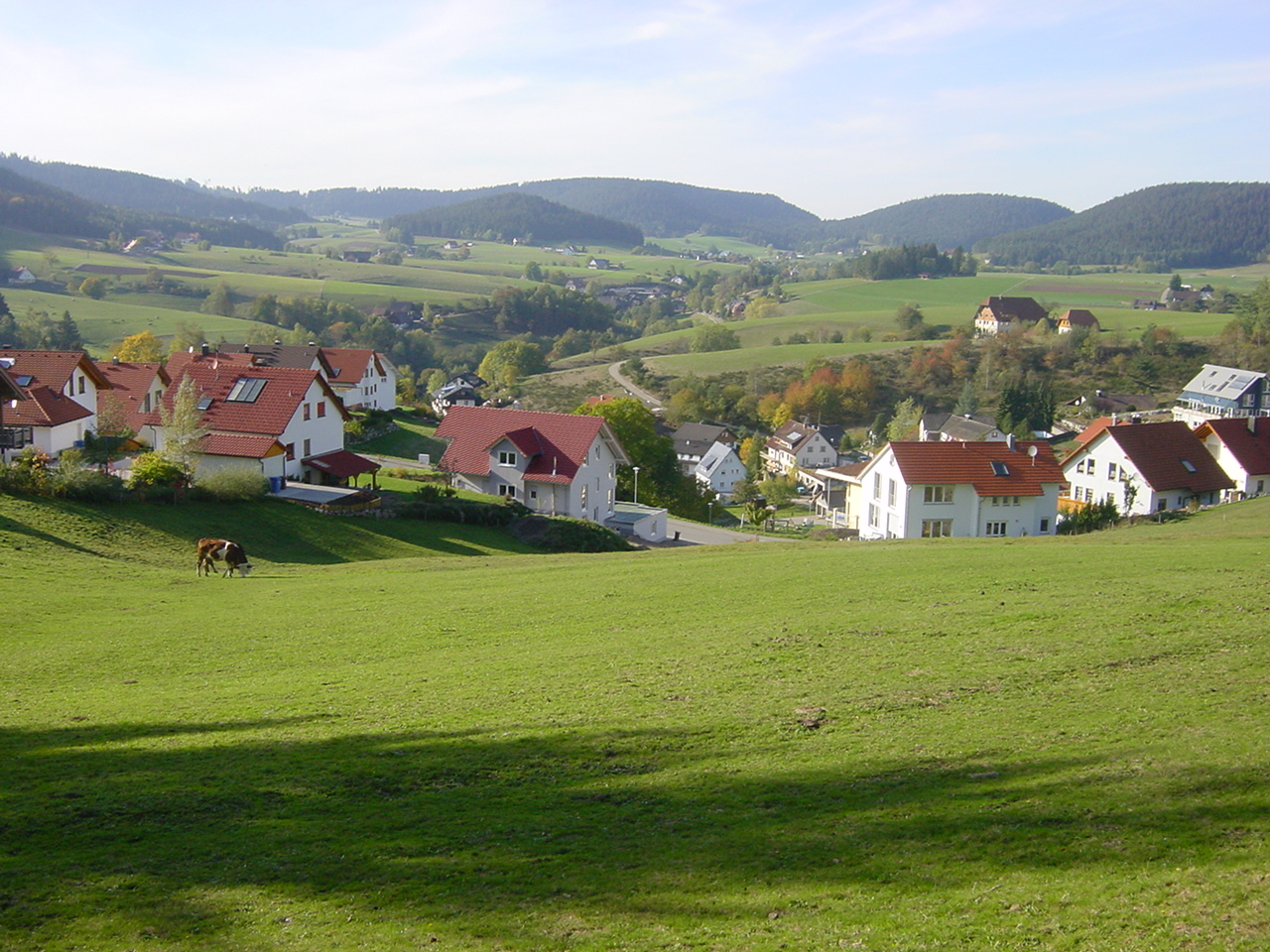
Dolina Sulzbach

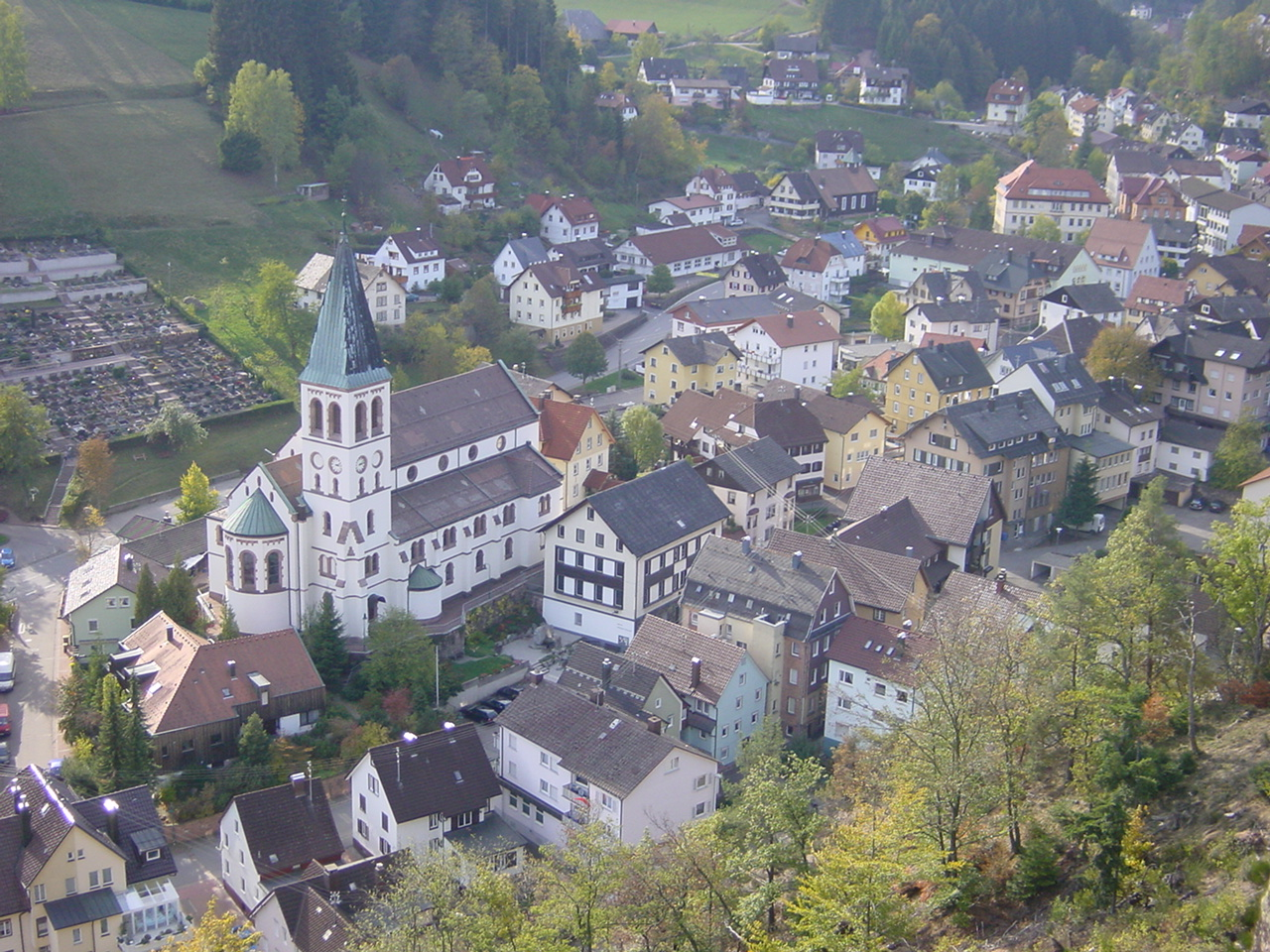
Lauterbach

Lauterbach – miejscowość i gmina uzdrowiskowa w Niemczech, w kraju związkowym Badenia-Wirtembergia, w rejencji Fryburg, w regionie Schwarzwald-Baar-Heuberg, w powiecie Rottweil, wchodzi w skład wspólnoty administracyjnej Schramberg. Leży na wschodnich obrzeżach Schwarzwaldu, ok. 30 km na zachód od Rottweil.